# Авиагонка на приз Макробертсона
Авиагонка на приз Макробертсона (англ. MacRobertson Trophy Air Race) состоялась в октябре-ноябре 1934 года в рамках празднования столетия Мельбурна. Результат гонки зафиксировал изменения в авиации, произошедшие в 1933—1934 годах — появление серийных цельнометаллических пассажирских авиалайнеров (Douglas DC-2, Boeing 247), способных соревноваться на дальность и время полёта с рекордными самолётами специальной постройки (De Havilland DH.88).
Идею перелёта Англия-Австралия предложил мэр Мельбурна Харолд Смит, а приз в 75 000 фунтов предоставил австралийский промышленник Макферсон Робертсон, владелец титульного спонсора — кондитерской MacRobertson. Маршрут был скопирован с трассы перелёта Джима Моллисона 1931 года. Робертсон потребовал, чтобы гонка была настолько безопасной, насколько можно, поэтому на маршруте протяжённостью 18 200 км были устроены пять обязательных пунктов посадки и 22 заправочные станции. Не было никаких ограничений на размер самолёта и численность экипажа, однако было запрещено принимать на борт подменных пилотов после старта. Самолёты должны были быть сертифицированы в стране происхождения.
Наибольшее число заявок на участие подали американцы; британцы были вторыми по численности, но действительно достойных машин у них не было. Только в январе 1934 года Джеффри де Хэвиленд заявил, что сумеет предоставить в срок машину с «победными» данными, если немедленно получит твёрдый заказ на как минимум три машины. Своё слово он сдержал, и в итоговом стартовом протоколе оказалось 3 двухмоторных гоночных DH.88 деревянной конструкции.
20 октября 1934 гонка стартовала с аэродрома ВВС Великобритании в Суффолке в присутствии 60 000 зрителей. Старт пришлось дважды откладывать из-за толп зевак на взлётной полосе; из 64 заявленных машин стартовали только 20. Участники, самостоятельно прокладывавшие курс, разделились — одни летели прямо на Багдад, другие на промежуточную дозаправку в Италии. 21 октября в Италии погиб экипаж британцев Гилмена и Бэйтса на Fairey Fox. На последующих этапах разбились (без жертв) ещё шесть машин. Всего за зачётные 2 недели до финиша сумели добраться девять экипажей из двадцати (четыре из девяти — на машинах де Хэвиленда трёх разных типов).
В итоговой таблице пассажирские лайнеры заняли почётное второе и третье места (Boeing проиграл второе место голландцам из-за вынужденной посадки всего в 60 км от финиша):
1. Скотт и Кэмпбелл-Блэк (Великобритания) на DH.88 — 71 час 00 минут
2. Пармантье, Молл, Принс, Ван Брюгге (Нидерланды, KLM) на Douglas DC-2 — 90 час 13 минут
3. Тёрнер и Пенгборн (США) на Boeing 247-D — 92 час 55 минут
4. Кэткарт-Джонс и Уоллер (Великобритания) на DH.88 — 108 час 13 минут
5. МакГрегор и Уокер (Новая Зеландия) на Miles Hawk Major — 7 дней 14 часов (лучший результат среди одномоторных машин)
6. Стодард и Стодард (Великобритания) на Airspeed AS.5 Courier — 9 дней 18 часов
7. Джимми Мелроуз (Австралия) на DH.80 — 10 дней 16 часов (единственный участник-одиночка)
8. Хансен и Дженсен (Великобритания) на Desoutter Mk.II — более 11 дней
9. Хьюитт, Кей и Стюарт (Новая Зеландия) на DH.89 — 14 дней

Не вошли в победный зачёт:
- (Великобритания) на Miles M.3 Falcon: прибыл к финишу 20 ноября
- Дэйвис и Хилл (Великобритания) на Fairey IIIF: 24 ноября
- Парер и Хемсуорт (Австралия) на Fairey Fox I: сойдя с дистанции в Париже, тем не менее добрались до финиша 13 февраля 1935 года
- Райт и Уорнер (США) на Lambert Monocoupe 145: сошли с дистанции в Калькутте
- Моллисон и Джонсон (Великобритания) на DH.88: после прохождения Карачи заблудился, совершил посадку в Джабалпуре. Из-за отсутствия высокооктанового топлива самолёт был заправлен обычным бензином, в результате чего при перелёте в Аллахабад двигатели были повреждены.
- Гейзендорффер, Асьес, Пронк (Нидерланды) на Pander S4: самолёт разрушен после аварии в Аллахабаде, экипаж уцелел
- Шоу (Великобритания) на B.A. Eagle: сошёл с дистанции в Бушире
- Вудс и Беннетт (Австралия) на Lockheed Vega: при посадке в Алеппо самолёт перевернулся и более в гонке не участвовал.
- Стэк и Тёрнер (Великобритания) на Airspeed Viceroy: из-за множества технических проблем сошёл с дистанции в Афинах
- Кокран и Пратт (США) на Granville Gee Bee R-6H: повредив закрылки при посадке в Бухаресте, сошёл с дистанции
- Гилмен и Бэйтс (Великобритания) на Fairey Fox I: самолёт разбился в Италии, экипаж погиб.

Самолёт-победитель с бортовым номером G-ACSS сохранился и выставлен в английском частном музее Shuttleworth Collection. DC-2, такой же, как занявшая второе место машина KLM, установлен памятником в австралийском городке Олбери, где голландский экипаж совершил последнюю посадку перед финишем в Мельбурне.